# خسوف القمر يوليو 2019
```
الخسوف
 الجزئي 
للقمر
 في 16 و 17 يوليو 2019. ويغطي القمر حوالي 65 ٪ من ظل الأرض في أقصى الخسوف.
```

هذا  الخسوف القمري كان قبل خسوف مايو 2021 .

## رؤية
كان مرئيًا في معظم مناطق آسيا وأستراليا وإفريقيا وأوروبا وأمريكا الجنوبية.
| View of earth from moon during greatest eclipse |
| Visibility map                                  |

## روابط خارجية
- الكسوف الجزئي للقمر 2019
- دورة ساروس 139
- كسوف الناسك: 2019-07-16
- 2019 16 يوليو المخطط: